# Tom Paris
Podporucznik Thomas Eugene Paris - to postać fikcyjna, syn admirała Parisa, jeden z bohaterów serialu Star Trek: Voyager. Tom Paris jest byłym członkiem organizacji Maquis, podczas swojej pierwszej misji dla Maquis, zostaje pojmany przez Gwiezdną Flotę i osadzony w federacyjnym więzieniu. Następnie na prośbę kapitan Janeway zostaje przydzielony do załogi Voyagera jako obserwator.
W zmian za skrócenie wyroku, jego głównym zadaniem jest pomoc przy nawigacji w obszarze znanym jako Badlands a głównym celem misji jest odnalezienie zaginionej jednostki Maquis, którą infiltrował Tuvok - szef ochrony Kathryn Janeway i schwytanie jej dowódcy Chakotaya. Toma gra Robert Duncan McNeill.

## Życiorys
Jest twórcą nowego typu wahadłowca stacjonującego na Voyagerze i zbudowanego podczas misji w Kwardancie Delta - Delta Flyer'a.
Jako pierwszy uzyskał prędkość Warp 10 czyli był jednocześnie w każdym miejscu wszechświata.